# Yaita, Tochigi
Yaita (矢板市 Yaita-shi) là một thành phố thuộc tỉnh Tochigi, Nhật Bản.